# Дрімлюга білокрилий
Дрімлюга білокрилий (Eleothreptus candicans) — вид дрімлюгоподібних птахів родини дрімлюгових (Caprimulgidae). Мешкає в Південній Америці.

## Опис
Довжина птаха становить 19-23 см, вага 46-55 г. У самців верхня частина тіла бліда, сірувато-коричнева, тім'я поцятковане чіткими чорнуватими плямами, спина поцяткована коричневими смужками. Обличчя коричневе, на очима білі "брови", під дзьобом білі "вуса". Груди сірувато-коричневі з каштановим відтінком, поцятковані коричневими смугами і плямками, решта нижньої частини тіла біла. Крила білі, на кінці чорні, нижні покривні пера крил піщано-сіро-коричневі. Хвіст білий, центральні стернові пера охристі. Самиці мають більш коричневе забарвлення, крила і хвіст у них рудуваті з темними смугами, нижня частина тіла охриста.

## Поширення і екологія
Ареал білокрилих дрімлюг фрагментований. Вони локально поширені на півночі Болівії (заповідник Бені в департаменті Бені), на півдні центральної Бразилії (Національний парк Емас в штаті Гояс і поблизу Убераби в штаті Мінас-Жерайс) та на сході Парагваю (заповідник Мбаракайу в департаменті Каніндею і Лагуна-Бланка в департаменті Сан-Педро). Білокрилі дрімлюги живуть в сухих саванах серрадо з великою кількістю мурашників, термітників і пальм Butia paraguayensis. Вони уникають лісів і ділянок з високою травою. Ведуть переважно осілий спосіб життя. Живляться комахами, яких ловлять в польоті. Сезон розмноження триває з вересня по січень. Відкладають яйця просто на голу землю, в кладці 2 білих яйця. Насиджують лише самиці, що незвично для дрімлюг, для яких характерний однакова участь самців і самиць у насиджуванні яєць. Перед початком гніздування самці виконують демонстраційні польоти, демонструючи білі крила і хвіст.

## Збереження
МСОП класифікує цей вид як вразливий. За оцінками дослідників, популяція білокрилих дрімлюг становить від 600 до 1700 птахів. Їм загрожує знищення природного середовища.